# Bernard de Germanie
Bernard ou Bernhard (vers 870 – 891/2) était l'unique enfant de l'empereur Charles le Gros. Il est né d'une concubine inconnue et était donc considéré comme illégitime. Charles a essayé de faire de lui son héritier, mais a échoué en deux tentatives.
Charles tenta de faire reconnaître Bernard comme son héritier en 885, mais se heurta à l'opposition de plusieurs évêques. Il avait le soutien du pape Adrien III, qu'il invita à une assemblée à Worms en octobre 885, mais qui mourut en chemin, juste après avoir traversé la Pô. Hadrien allait déposer les évêques obstruants, car Charles doutait qu'il puisse le faire lui-même, et légitimer Bernard. Sur la base de l'attitude défavorable du chroniqueur de la suite de Mayence des Annales Fuldenses, le chef des opposants de Charles était probablement Liutbert, archevêque de Mayence . Parce que Charles avait convoqué les « évêques et comtes de Gaule » ainsi que le pape pour le rencontrer à Worms, il semble probable qu'il envisageait de faire de Bernard le roi de Lotharingie. Notker le Bègue, qui considérait Bernard comme héritier possible, écrit dans ses œuvres de Charlemagne: « Je ne vous dirai pas Charles le Gros de ceci le Viking sac de l' abbaye de Prüm  jusqu'à ce que je vois votre petit fils Bernard avec une épée à la ceinture de sa cuisse.". Notker attendait peut-être l'adoubement de Bernard, quand Prüm serait vengé.
Après l'échec de sa première tentative, Charles s'est mis à réessayer, ayant apparemment renoncé à avoir des enfants légitimes avec sa femme, Richardis. Il fit insérer le terme proles (descendance) dans ses chartes comme il ne l'avait pas été les années précédentes, probablement parce qu'il souhaitait légitimer Bernard. Au début de 886, Charles rencontre le nouveau pape, Étienne V, et a probablement négocié la reconnaissance de son fils comme son héritier. Lorsque Étienne a annulé une réunion prévue à Waiblingen le 30 avril 887, Charles a abandonné ses plans pour Bernard et a plutôt adopté Louis de Provence comme fils à Kirchen en mai. Il est possible, cependant, que l'accord avec Louis n'ait été conçu que pour engendrer un soutien à la sous-royauté de Bernard en Lotharingie.
Après la mort de son père, Bernard est devenu le centre de la révolte pour certains magnats alémaniques. En 890, il se révolte contre Arnulf de Carinthie et empêche le roi de se rendre en Italie comme le demande le pape Étienne V. Bernard a le soutien du comte Ulrich de Linzgau et de l' Argengau et de Bernard, abbé de Saint-Gall. Il a ensuite fui l'Alemannie pour l'Italie et pour avoir la protection du roi Guy, du rival d'Arnulf, comme le mentionne Gobelinus historien de la fin du Moyen Âge, qui peut avoir eu comme source une œuvre carolingienne perdue. À l'hiver 891/2, Bernard était de retour en Alemannie. La révolte est finalement réprimée par Salomon III, évêque de Constance, et Hatto, abbé de Reichenau . Arnulf est entré en Alemannia en été pour redistribuer les terres. Bernard a été tué par Rodolphe, duc de Rhétie, et ce n'est qu'alors que les troubles en Alemannie ont cessé.
Ces événements ne sont pas mentionnés dans la principale source franque orientale, les Annales de Fulda, mais proviennent plutôt de brèves notices dans les Annales Alamannici et Annales Laubacenses, qui rapportent qu'en 890, "Bernard, le fils de Charles, échappa de justesse au filet", et en 891 (qui devrait peut-être être 892), il "a été tué par Rudolf", sans préciser qui était Rudolf.